# Flornes Station
Flornes Station (Flornes stasjon) var en jernbanestation på Meråkerbanen, der lå i Stjørdal kommune i Norge.
Stationen åbnede da banen blev taget i brug 17. oktober 1881. Oprindeligt hed den Floren, men den skiftede navn til Flora i april 1921 og til Flornes 1. januar 1924. Den blev nedgraderet til holdeplads 2. oktober 1966 og til trinbræt 1. marts 1971. Betjeningen med persontog ophørte 23. maj 1993, og 13. juni samme år blev stationen nedlagt.
Stationsbygningen blev opført til åbningen i 1882 efter tegninger af Peter Andreas Blix, der også stod for de øvrige stationsbygninger på banen. Den blev solgt fra i 1991 og bruges nu som missionshus.